# 馬瑙雷 (塞薩爾省)

11°47′N 72°27′W / 11.783°N 72.450°W
馬瑙雷（西班牙語：Manaure Balcón del Cesar），是哥倫比亞的城鎮，位於該國東北部塞薩爾省，距離巴耶杜帕爾34公里，始建於1874年，面積126.4平方公里，海拔高度775米，2005年人口11,075。